# تعليم مهني

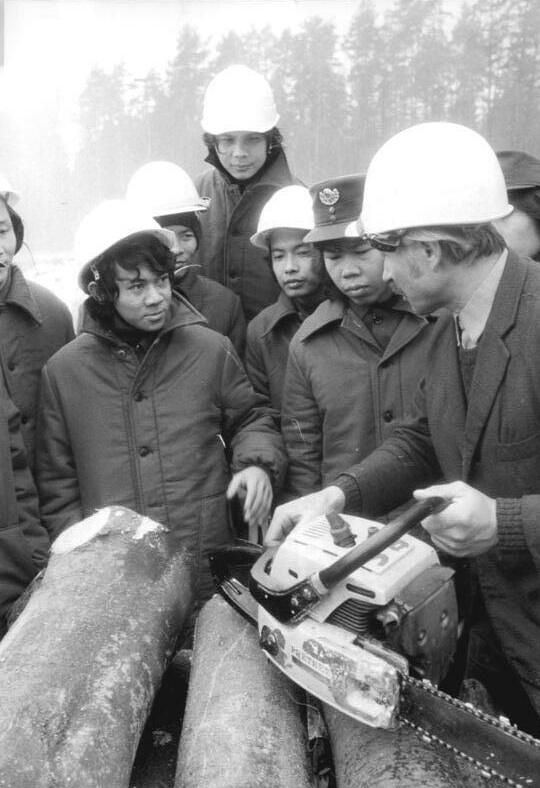
طلاب يتعلمون صناعة الخشب

يعتبر التكوين المهني أو التعليم المهني مجالاً لكسب المعرفة والخبرة العلمية والعملية وممارسة التدريب والتطبيق العملي في العديد من الميادين الحرفية والمهنية. كما يمكن المتدرب من ولوج عالم الشغل (حسب طبيعة التخصص ومدى أهميته في سوق العمل) بعد فترة تكوين تتراوح بين سنة وثلاث سنوات. توفر مؤسسات التكوين -بالإضافة للتكوين النظري والتطبيقي- إمكانية الاحتكاك بعالم الشغل وذلك بتنظيم زيارات وتدريبات داخل ورش البناء والمقاولات الصناعية.
من هنا فالتكوين المهني هو المجال الأمثل للتلاميذ الذين يرغبون في ولوج عالم الشغل سريعاً ولا يرغبون في متابعة دراسة طويلة كما أنه مناسب للتلاميذ الراغبين في إنشاء مقاولاتهم الخاصة.
تتم عملية الترشيحات للالتحاق بمؤسسات التكوين المهني بالنسبة لتلامذة الثالثة إعدادي بداية من شهر مارس، إذ يتعين على الراغبين منهم في التكوين المهني، تعبئة بطاقة الترشيح التي توضع رهن إشارتهم بالمؤسسات التعليمية والتكوينية كما توضع رهن إشارتهم دلائل إعلامية تبين خاصيات ومتطلبات كل شعبة تكوينية متوفرة بالجهة التي تنتمي إليها المدرسة الإعدادية. يجتاز بعد ذلك المترشحون اختبارات خلال النصف الأول من شهر مايو.

## التخصصات المهنية بالدول العربية
تعتمد معظم الدول العربية الفروع المهنية التالية، التي قد تختلف تسميتها أو تأطيرها من بلد لآخر نظراً للمتطلبات الإقليمية:
- البناء، الأشغال العمومية، الري
- الصناعات الميكانيكية والحديد
- الصناعات المعدنية
- ميكانيكا، محركات، عربات
- كهرباء، إلكترونيات
- الخشب والتأثيث
- الكيمياء، المطاط، المواد البلاستيكية
- الصناعة الغذائية
- صناعة الزجاج والمرايا
- التقنيات السمعية والبصرية والاتصال
- تقنيات الإدارة والتسيير
- البنوك والتأمينات
- الإعلام الآلي
- آلات النسيج
- الألبسة والخياطة
- الجلود
- صناعة الاستنساخ
- الزراعة
- الفندقة والسياحة
- الصناعة اليدوية (الخدماتية)
- الصناعة التقليدية
- صيد السمك
- اتصالات
- صيانة المساعد الكهربائية
- المحاسبة

## وصلات خارجية
- منتدى التكوبن المهني
- بوابة التعليم الفني